# پل جمعه بازار

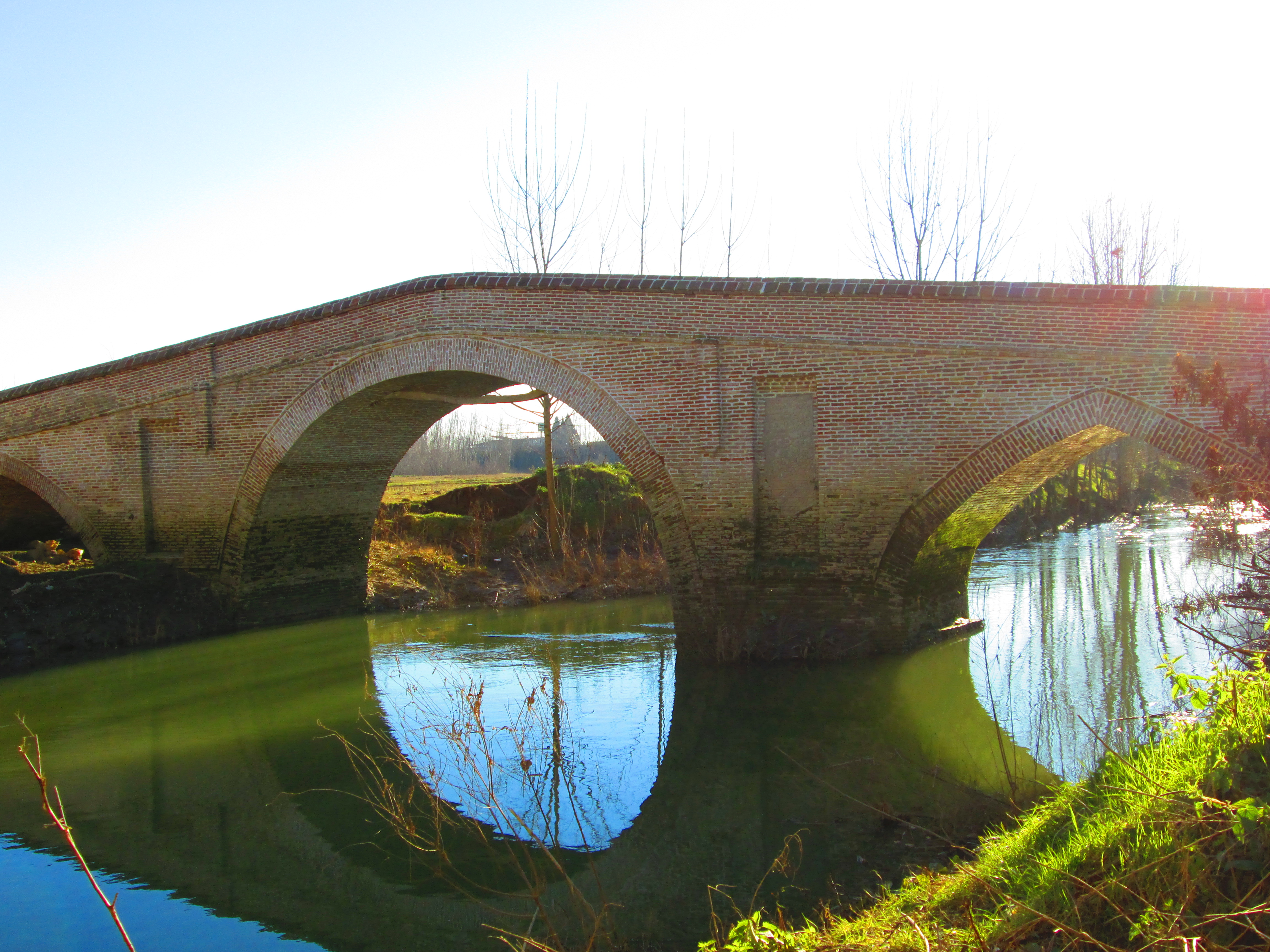
پل جمعه بازار (خشت پل) جویبار

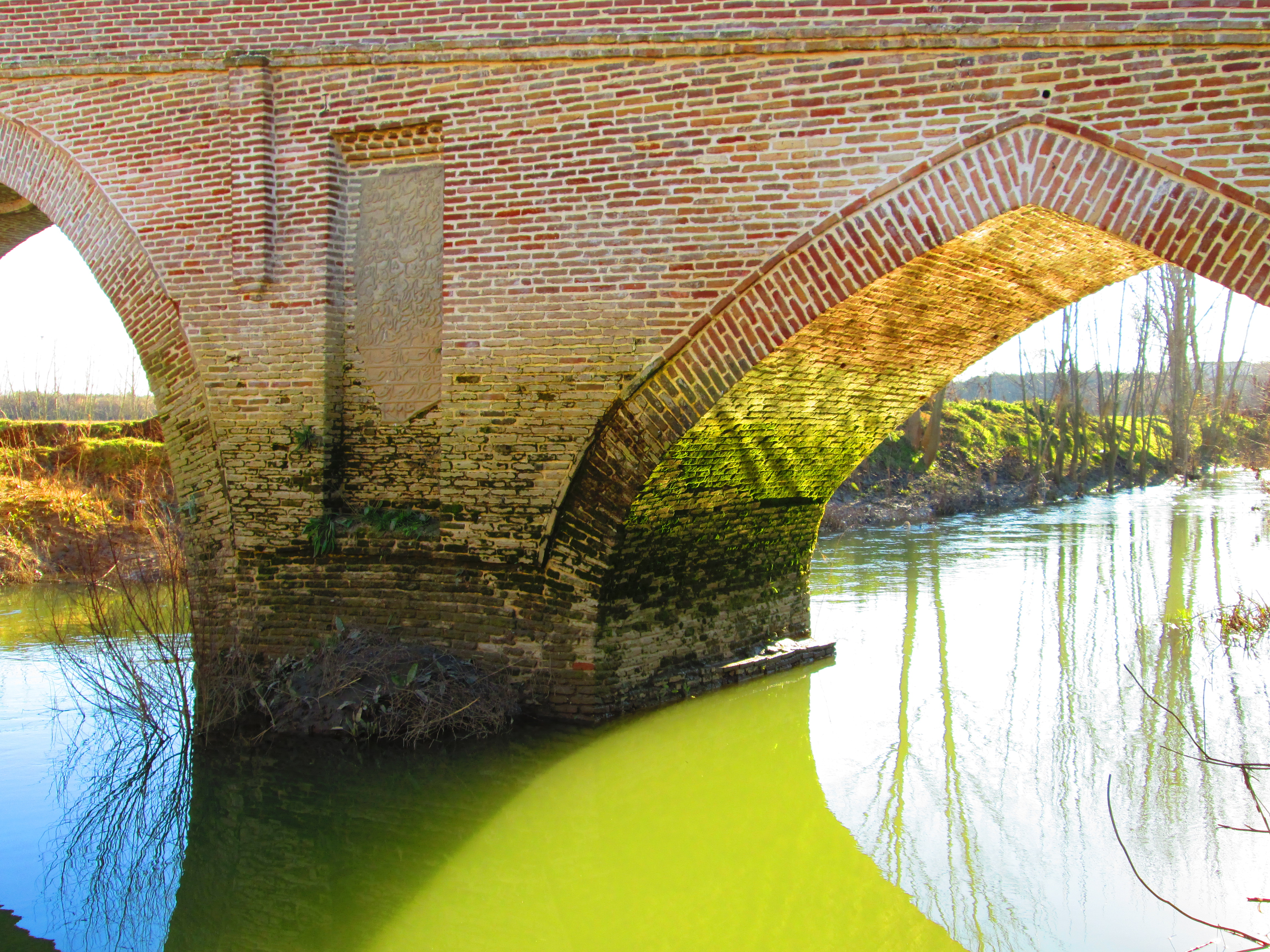
پل جمعه بازار (خشت پل)

پل جمعه بازار که به خشت پل نیز معروف است در دوران قاجار ساخته شده‌است در فاصله پنج کیلومتری جویبار و بر روی رودخانه سیاهرود قرار دارد. طول دهنه این پل ۲۰ متر و عرض آن ۷٫۵ متر می‌باشد. این پل دارای ۵ طاق جناقی است و پایه‌های آن در جهت مخالف جریان آب دارای موج شکن مثلثی شکل می‌باشد. به دلیل رفت و آمد زیاد و نگهداری نامناسب در حال تخریب است. در حال حاضر پل دیگری در کنار این پل در دست احداث می‌باشد.

## ویدئو
لینک ویدئو